# Pianopoli
Pianopoli ist eine italienische Gemeinde mit 2547 Einwohnern (Stand 31. Dezember 2023) in der Provinz Catanzaro, Region Kalabrien.
Das Gebiet der Gemeinde liegt auf einer Höhe von 250 m über dem Meeresspiegel und umfasst eine Fläche von 24 km². Die Nachbargemeinden sind Amato, Feroleto Antico, Maida, Marcellinara, Serrastretta. Pianopoli liegt 34 km westlich von Catanzaro und 9 km östlich von Lamezia Terme.